# Парламентские выборы в Израиле (1955)

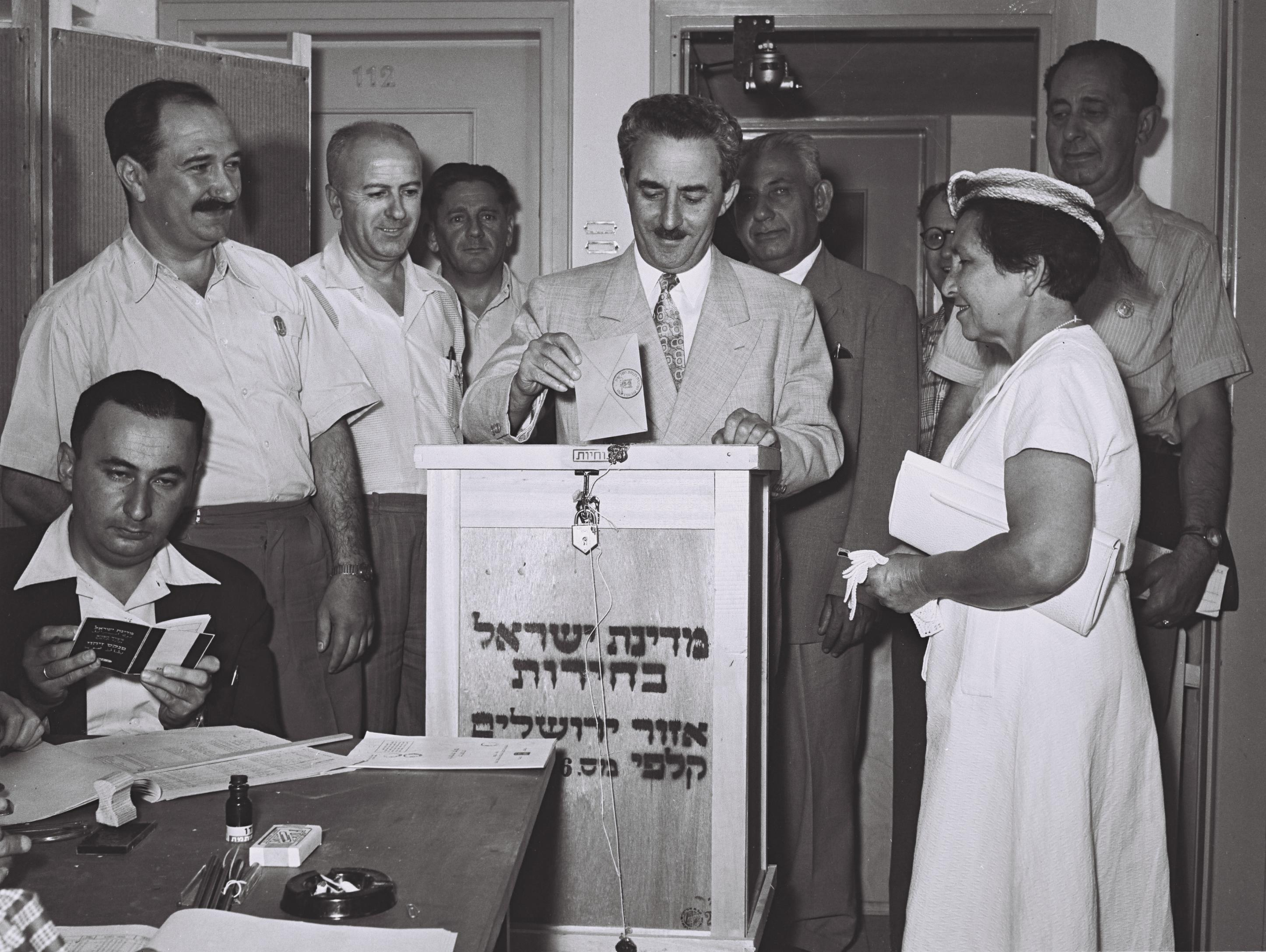
Голосует премьер-министр Моше Шарет.

Парламентские выборы в Израиле 1955 года состоялись 26 июля и стали третьими в истории Израиля. На них были избраны 120 членов Третьего Кнессета. Явка избирателей составила 82,8 %.

## Предыстория
Второй Кнессет был крайне нестабильным, за время его полномочий с 20 августа 1951 до 15 августа 1955 года сменилось четыре правительства и два премьер-министра. Менялся и состав самого Кнессета. Рустам Бастуни, Авраам Берман и Моше Снэ покинули МАПАМ и создали недолго просуществовавшую Левую фракцию. Позже Бастуни вернулся в МАПАМ, а Берман и Снэ присоединились к коммунистам (МАКИ). Хана Ламдан и Давид Лившиц также покинули МАПАМ, создав Независимую фракцию Ахдут Ха-Авода, прежде чем присоединиться к МАПАЙ. Ещё четыре парламентария покинули МАПАМ, чтобы основать фракцию Ахдут Ха-Авода — Поалей Цион, но этот шаг не был признан спикером Кнессета. Во время срока Второго Кнессета Сефарды и выходцы Востока присоединились к Общим сионистам.
Главной темой ожесточённых дискуссий во Втором Кнессете являлось соглашение о репарациях между ФРГ и Израилем. По соглашению Германия должна была выплатить Израилю компенсацию за использование рабского труда во время Холокоста и компенсировать потерю собственности евреев, но многие депутаты ни на какую компенсацию от Германии не соглашались, несмотря на то, что экономика государства находилась в бедственном положении. Противники соглашения считали, что таким образом будут прощены и забыты преступления нацистов. Также на эти годы пришёлся скандал, связанный с делом Исраэля Кастнера, известного журналиста и деятеля сионистсого движения, который привёл к правительственному кризису.
6 декабря 1953 года первый премьер-министр Давид Бен-Гурион ушёл в отставку, поскольку устал от политики и решил поселиться в кибуце Сде-Бокер. Новым главой правительства Израиля стал Моше Шарет, который 26 января 1954 года сформировал пятое правительство с теми же партнёрами по коалиции и министрами. 29 июня 1955 года Шарет ушёл в отставку, после того как общие сионисты отказались воздержаться от голосования по вотуму недоверия, выдвинутому Херутом и Маки по поводу позиции правительства по судебному процессу над журналистом Малхиэлем Грюнвальдом, который обвинил Кастнера в сотрудничестве с нацистами.
29 июня 1955 года Шарет сформировал шестое правительство, исключив из коалиции Общих сионистов и Прогрессивную партию. Новое правительство просуществовало недолго, поскольку на 26 июля 1955 года были назначены новые выборы.

## Результаты
Партия МАПАЙ сохранила большинство в Кнессете, хотя её доля голосов снизилась на 1/5, а доля мест сократилась с 47 % (в конце второго Кнессета) до 40 %. Тем временем партия Херут оправилась от неудачи 1951 года и обогнала общих сионистов, МАПАМ и «Ха-поэль ха-мизрахи», став второй по величине партией израильского парламента, а её доля мест почти удвоилась (с 8 во втором Кнессете до 15 в третьем).
|                                                                 |                                               |                                   |           |        |         |       |       |  |
| Партия                                                          | Партия                                        | Лидер                             | Голоса    | Голоса | Голоса  | Места | Места |  |
| Партия                                                          | Партия                                        | Лидер                             | Голоса    | %      | ± п. п. | Места | ±     |  |
|                                                                 | Партия рабочих Земли Израильской (МАПАЙ)      | Давид Бен-Гурион                  | 274 735   | 32,20  | ▼ 5,10  | 40    | ▼ 5   |  |
|                                                                 | Движение «Свобода» (Херут)                    | Менахем Бегин                     | 107 190   | 12,56  | ▼ 5,92  | 15    | ▲ 7   |  |
|                                                                 | Общие сионисты                                | Исраэль Роках                     | 87 099    | 10,21  | ▼ 5,99  | 13    | ▼ 7   |  |
|                                                                 | Национальный религиозный фронт (НРФ)          | Хаим Моше Шапира                  | 77 936    | 9,13   | новая   | 11    | ▲ 1   |  |
|                                                                 | Ахдут ха-Авода                                | Ицхак Табенкин                    | 69 475    | 8,14   | новая   | 10    | новая |  |
|                                                                 | Объединённая рабочая партия (МАПАМ)           | Меир Яари                         | 62 401    | 7,31   | ▼ 5,21  | 9     | ▼ 6   |  |
|                                                                 | Фронт Тора и Религия                          | Ицхак-Меир Левин                  | 39 836    | 4,67   | ▲ 1,03  | 6     | ▲ 1   |  |
|                                                                 | Израильская коммунистическая партия (МАКИ)    | Шмуэль Микунис                    | 38 492    | 4,51   | ▲ 0,53  | 6     | ▲ 1   |  |
|                                                                 | Прогрессивная партия                          | Пинхас Розен                      | 37 661    | 3,22   | ▲ 1,19  | 5     | ▼ 1   |  |
|                                                                 | Демократический список для израильских арабов | Сейф эль-Дин Эль-Зуаби            | 15 475    | 1,81   | ▼ 0,57  | 2     | ▼ 1   |  |
|                                                                 | Кадима и Авода                                | Салах-Хасан Ханифес               | 12 511    | 1,47   | ▲ 0,30  | 2     | ▲ 1   |  |
|                                                                 | Сельское хозяйство и развитие                 | Фарез Хамдан                      | 9 791     | 1,15   | ▲ 0,01  | 1     | ▬     |  |
|                                                                 | Сефарды и выходцы Востока                     | Элияху Элисар                     | 6 994     | 0,82   | ▼ 0,93  | 0     | ▼ 2   |  |
|                                                                 | Арабский список — Центр                       |                                   | 4 484     | 0,53   | новая   | 0     | ▬     |  |
|                                                                 | Ликуд — Народное экономическое движение       |                                   | 3 044     | 0,36   | н/д     | 0     | ▬     |  |
|                                                                 | Ассоциация йеменцев в Израиле                 |                                   | 2 459     | 0,29   | ▼ 0,87  | 0     | ▼ 1   |  |
|                                                                 | Подлинный религиозный список                  |                                   | 2 448     | 0,29   | новая   | 0     | ▬     |  |
|                                                                 | Список новых иммигрантов                      |                                   | 1 188     | 0,14   | новая   | 0     | ▬     |  |
|                                                                 | Действительные голоса                         | Действительные голоса             | 853 219   | 97,38  | ▼ 1,54  |       |       |  |
|                                                                 | Недействительные голоса                       | Недействительные голоса           | 22 969    | 2,62   | ▲ 1,54  |       |       |  |
|                                                                 | Всего                                         | Всего                             | 876 188   | 100    |         | 120   | ▬     |  |
|                                                                 | Избирателей зарегистрировано/Явка             | Избирателей зарегистрировано/Явка | 1 057 795 | 82,83  | ▲ 7,68  |       |       |  |
| Источник: Официальный сайт Кнессета, CEC Israel и Nohlen et al. |                                               |                                   |           |        |         |       |       |  |

## После выборов
Третий Кнессет примечателен тем, что это единственный Кнессет, в котором ни одна из представленных партий не объединилась и не раскололась (хотя две партии изменили свои названия) и ни один депутат Кнессета не сменил партию, что делает его самым стабильным Кнессетом в истории Израиля. Как и в первом и втором Кнессете, спикером до своей смерти 28 января 1959 года был Йосеф Шпринцак. Его сменил Нахум Нир из Ахдут Ха-Авода.
Третий Кнессет начался с того, что 3 ноября 1955 года Давид Бен-Гурион сформировал седьмое правительство Израиля. Его партия Мапай сформировала коалицию с Национальным религиозным фронтом (который позже изменил свое название на Национальную религиозную партию), Мапам, Прогрессивной партией, Ахдут Ха-Авода и тремя израильскими арабскими партиями: Демократическим списком для израильских арабов, Кадима и Авода, Сельским хозяйством и развитием. Правительство состояло из 16 министров. Оно распалось, когда Бен-Гурион ушел в отставку 31 декабря 1957 года из-за утечки информации с министерских совещаний.
Неделю спустя, 7 января 1958 года, Бен-Гурион сформировал восьмое правительство с теми же партнёрами по коалиции. Количество министров осталось прежним. Восьмое правительство распалось, когда Бен-Гурион снова ушёл в отставку 5 июля 1959 года после того, как партии Ахдут ха-Авода и МАПАМ проголосовали против правительства по вопросу продажи оружия Западной Германии и отказались выйти из коалиции. Выборы в четвертый Кнессет были назначены на 3 ноября 1959 года.